# Tastiere Apple
Nel corso degli anni sono stati prodotti molti tipi di tastiere Apple. I primi modelli avevano i tasti fondamentali e utilizzavo collegamenti proprietari. 
Con il passare degli anni, Apple, ha aggiunto tasti funzione per consentire all'utente un migliore utilizzo del computer; per esempio il tasto di accensione che consentiva di accendere e spegnere il computer senza doversi chinare sotto la scrivania. 
Col tempo i collegamenti proprietari sono stati abbandonati a favore di connettori USB o wireless Bluetooth.

## Modelli
| Dato che la tastiera dell'Apple IIe era sprovvista di un tastierino numerico Apple decise nel 1983 di realizzarne uno esterno per il computer. Il tastierino era composto da 24 tasti, conteneva gli usuali tasti numerici, quelli delle operazioni fondamentali e un paio di tasti funzione come "esc" e "stampa". |
| La tastiera del Lisa era formata da 75 tasti. I tasti alfanumerici e i tasti del tastierino numerico, non era dotata di tasti funzione. Essendo legata al computer Lisa venne prodotta tra il 1983 e il 1986. |
| La tastiera del Macintosh era composta da 57 tasti e quindi non vi era il tastierino numerico come nel Lisa. Apple però aveva previsto la possibilità di aggiungerci un tastierino numerico esterno. La tastiera venne prodotta tra i 1984 e il 1986 |
| A differenza della tastiera del Macintosh originale quella del Macintosh Plus era una tastiera di 79 tasti e quindi come la tastiera del Lisa era fornita di tastierino numerico integrato. Venne prodotta tra il 1984 e il 1986. |
| La tastiera del Apple IIGS era la prima tastiera che si collegava al bus ADB. Questo bus gestiva anche il mouse ed era predisposto per gestire tutte le periferiche lente che dovevano essere collegate al computer. Era una tastiera a 81 tasti e venne prodotta tra il 1986 e il 1992. |
| Questa tastiera utilizzava il bus ADB che era nato sull'Apple IIGS e che Apple aveva deciso di utilizzare anche per i computer Macintosh. Era una tastiera a 81 tasti e venne prodotta tra il 1986 e il 1990. Era dotata di una porta ADB dove andava collegato il mouse. La tastiera era dotata anche di un pulsante per spegnere o accendere il computer senza dover agire sull'unità centrale. |
| Questa tastiera aveva gli stessi tasti della tastiera ADB, ma era dotata di due porte ADB in uscita ed era di forma leggermente diversa. Venne prodotta tra il 1990 e il 1992. |
| Questa tastiera era divisa in due parti e aveva un particolare profilo anatomico che doveva rendere più semplice e comodo l'utilizzo della tastiera. Vi erano 69 tasti sull'unità principale e 43 sul tastierino numerico. L'unità principale era dotata di due porte ADB mentre il tastierino numerico aveva una sola porta ADB. LA tastiera era provvista di pulsante di accensione, di espulsione del disco e del controllo di volume. Venne presentata nel maggio 1992 e commercialmente non ebbe molto successo. |
| Questa tastiera presentava una disposizione dei tasti analoga a quella delle normali tastiere per IBM-compatibile. Questa tastiera mostrava 105 tasti, i 104 tasti comuni delle tastiere dei compatibili e il tasto di accensione. Comprendeva 15 tasti funzione e si collegava al computer tramite la porta ADB. |
| Si tratta di una versione riveduta e corretta della Extended Keyboard. Esteticamente è quasi identica alla precedente e venne prodotta a partire dal gennaio del 1993 con la nuova serie dei Performa. |
| Questa tastiera è simile alla Extended Keyboard II. Il cavo però parte dal centro della tastiera, il meccanismo di rialzo è più spartano e la mela sul case non è più iridata. Anche il feedback dei tasti è differente. |
| Questa tastiera venne realizzata per la sfortunata console da gioco Pippin ed era formata da 65 tasti. Si collegava alla console tramite una versione particolare del bus ADB chiamato P-ADB. Venne prodotta tra il marzo del 1996 e la metà del 1997. |
| Questa tastiera venne realizzata per il PDA dell'Apple Newton. Aveva da 61 tasti e si collegava tramite la porta seriale del PDA. Venne prodotta tra il 1997 e il 1998. |
| Questa tastiera venne fornita con l'iMac ed era la prima tastiera prodotta da Apple a utilizzare il bus USB invece del classico ADB. La tastiera aveva anche due prese USB e era composta da 98 tasti. La plastica che la componeva era colorata e traslucida per ricordare la plastica del computer. Venne prodotta dalla metà del 1998 fino alla metà del 2000 |
| Questa tastiera era composta da 108 tasti, compreso uno per espellere i dischi. Era trasparente con i tasti neri e utilizzava il bus USB per collegarsi al computer. Era dotata di due porte USB, per le periferiche. Venne prodotta tra la metà del 2000 e la metà del 2003. |
| Questa tastiera era identica alla Apple Pro Keyboard tranne nei colori. I tasti erano bianchi invece di essere neri come nella precedente tastiera. Iniziò ad essere prodotta nel 2003 e venne fornita con i Macintosh fino al 2007. Essa venne prodotta anche in un'altra versione con le porte USB poste nel lato posteriore in posizione centrale. |
| Questa tastiera ha 108 tasti come le precedenti. La sua peculiarità e che non si collega la computer con un cavo ma utilizza un collegamento Bluetooth. Essendo senza fili la tastiera viene alimentata da 4 batterie AA e Apple dichiara quattro mesi di autonomia. Viene venduta in contemporanea con il mouse bluetooth. Viene prodotta da settembre del 2003. |
| La nuova Apple Keyboard in alluminio è stata introdotta nel 2007 e riprende lo stile "piatto" delle tastiere del MacBook con tasti a isola. È prodotta interamente in alluminio anodizzato, riprendendo lo stile dei nuovi iMac realizzati con lo stesso materiale. È stata dotata inoltre di funzioni aggiuntive quali i comandi di playback per iTunes, tasti di accesso rapido a Exposè o Dashboard e regolazione della luminosità. Dispone di due porte USB 2.0. |
| È stata rilasciata simultaneamente alla controparte dotata di cavo, ne segue il design e le funzionalità, ma ha una dimensione ridotta con una disposizione dei tasti analoga a quella dei MacBook. Alimentata da tre batterie AA, è sprovvista del tastierino numerico e di porte USB. Durante il lancio dei nuovi iMac nell'autunno del 2009 è stata presentata una nuova versione che si differenzia solo per la necessità di due batterie AA (e non tre come inizialmente necessari). È di serie negli iMac e Mac Pro (questi ultimi fino al 2013), ma si può richiedere la tastiera con cavo e tastierino numerico in sostituzione gratuita soltanto su ordine dallo store web di Apple. |
| Questa tastiera è stata introdotta nel 2015 insieme all'Apple Magic Mouse 2 e all'Apple Magic Trackpad 2 ed è una rivisitazione della Apple Wireless Keyboard in alluminio. Essa ha un profilo più sottile e poggia con tutta la sua base, a differenza del modello precedente che poggiava sul vano batterie, ora rimosse e sostituite con una batteria ricaricabile tramite cavo Lightning incluso nella confezione. Il meccanismo a forbice all'interno dei tasti è stato migliorato per migliorarne la stabilità. È di serie negli iMac fine 2015. |